# Richard Wallace (schermidore)
Marie Richard Georges Wallace (Parigi, 2 maggio 1872 – 19 gennaio 1941) è stato uno schermidore francese.
Partecipò ai Giochi della II Olimpiade di Parigi nella gara di spada individuale, in cui fu eliminato in semifinale. Anche suo fratello Edmond prese parte alla stessa gara.